# 295-та піхотна дивізія (Третій Рейх)
295-та піхотна дивізія (нім. 295. Infanterie-Division) — піхотна дивізія Вермахту часів Другої світової війни. Дивізія брала участь у боях на східному фронті, зокрема в Сталінградській битві. Також вона неофіційно була знана як «Дивізія Доппелькопфа» або «Дивізія коней».

## Бойовий шлях
- Німеччина: з лютого по травень 1940 року
- Західний фронт: Бельгія та Франція з травня 1940-го по червень 1941 року
- Східний фронт: Група армій «Південь» з червня 1941-го по серпень 1942 року
- Східний фронт: Сталінградська битва з вересня 1942-го по січень 1943 року
- Норвегія: березень 1943-го — травень 1945 року

Дивізія була сформована 10 лютого 1940 року під час 8-ї хвилі мобілізації Вермахту з особового складу 11-го військового округу.
295-та дивізія була так званою «Шпіццен-дивізією», тобто дивізією, що просунулася найдалі на схід з осені 1941 року до літа 1942 року. Дивізія за цей час мала найбільші втрати в 17-й армії.
295-та дивізія брала участь у Сталінградській битві в складі 6-ї армії.
295-а піхотна дивізія у вересні 1942 року вела бої за Мамаїв курган, з жовтня 1942 р. за хімічну фабрику «Лазур». Дивізія була повністю знищена в січні 1943 року в Сталінграді.
Після оточення 295-ту дивізію було реорганізовано. Піхотна дивізія за наказом від 12 лютого 1943 року була сформована у якості кампфгрупи, а з 31 березня 1943 року була залучена для оборони Норвегії. У квітні 1945 року 295-та піхотна дивізія здалася британським військам в Норвегії.
| Дата                                 | Армійський корпус | Армія                   | Група армій | Театр                       |
| ------------------------------------ | ----------------- | ----------------------- | ----------- | --------------------------- |
| Травень 1940 року                    | Резерв            | ОКГ                     | —           | Бельгія                     |
| Червень 1940 року                    | 9-й               | 2-га                    | «A»         | Бельгія                     |
| Липень 1940 року                     | 43-й              | 16-та                   | «A»         | Лілль, Франція              |
| Серпень 1940 по квітень 1941 року    | 32-й              | 9-та                    | «A»         | Руан, Франція               |
| Травень 1941 року                    | 4-й               | 17-та                   | «A»         | Південна Польща             |
| З червня по липень 1941 року         | 4-й               | 17-та                   | «Південь»   | Перемишль, Вінниця, Україна |
| Серпень 1941 року                    | 39-й              | 17-та                   | «Південь»   | Умань, Україна              |
| Вересень 1941 року                   | Резерв            | 17-та                   | «Південь»   | Дніпро, Україна             |
| Жовтень 1941 року                    | 4-й               | 17-та                   | «Південь»   | Полтава, Україна            |
| З листопада 1941 р. По січень 1942 р | 44-й              | 17-та                   | «Південь»   | Бахмут, Донецьк, Україна    |
| З лютого по липень 1942 року         | 4-й               | 17-та                   | «Південь»   | Бахмут                      |
| Серпень 1942 року                    | 51-й              | 6-та                    | «B»         | Росош                       |
| Вересень 1942 року                   | 14-й              | 6-та                    | «B»         | Сталінград                  |
| З жовтня по листопад 1942 року       | 51-й              | 6-та                    | «B»         | Сталінград                  |
| Грудень 1942 по лютий 1943 року      | 51-й              | 6-та                    | «Дон»       | Сталінград                  |
| З квітня по липень 1943 року         | Нове формування   | Резервна армія Вермахту | —           | —                           |
| Серпень 1943 року                    | 70-й              | Армія «Норвегія»        | —           | Норвегія                    |
| З вересня 1943 по грудень 1944 року  | 33-й              | Армія «Норвегія»        | —           | Молде, Норвегія             |
| Січень — квітень 1945 року           | 33-й              | 20-та гірська           | —           | Молде, Норвегія             |

### Військові злочини

#### Золочівська різанина в липні 1941 року
Вермахт був причетний до погромів та вбивств цивільного населення у місті Золочів, Львівської області в липні 1941 року. У погромі брали участь військовослужбовці 295-ї дивізії.
Полковник Отто Корфес доручив відновити порядок командиру батальйону підполковнику Пацвалу. Це врятувало частину мирних жителів від розстрілу бійцями дивізіону Ваффен-СС «Вікінг». Але втручання підполковника Пацвала було недостатньо рішучим, тому СС продовжила вбивства 4 липня 1941 року.

#### Бійня в Білій Церкві в серпні 1941 року
295-та дивізія в серпні 1941 року була причетна до вбивств цивільного населення міста Біла Церква. Під час різанини було вбито 90 дітей. У розстрілах, здійснених 4-ю зондеркомандою (айнзатцгрупа «С»), загинуло від 800 до 900 мирних жителів.

### Сталінградська битва
Під час масованого наступу на центр міста Сталінграда 13 вересня 1942 року 295-та і 71-ма піхотні дивізії наступали в авангарді. Вони вступили в бій з радянськими військами, які пішли в контрнаступ на північний захід з Мамаєвого кургану, контрудар вдалося відбити. У результаті вдалося сформувати плацдарм в центрі Сталінграда.
Після важких вуличних боїв у центрі міста та на схилах Мамаєвого кургану 14 вересня, боєздатними залишилися 7 з 9 піхотних батальйонів (7 піхотних батальйонів та 1 розвідувальний батальйон). Два з них чисельністю 500—700 осіб, 3 налічували 400—500 бійців та 2 з 300—400 бійцями.

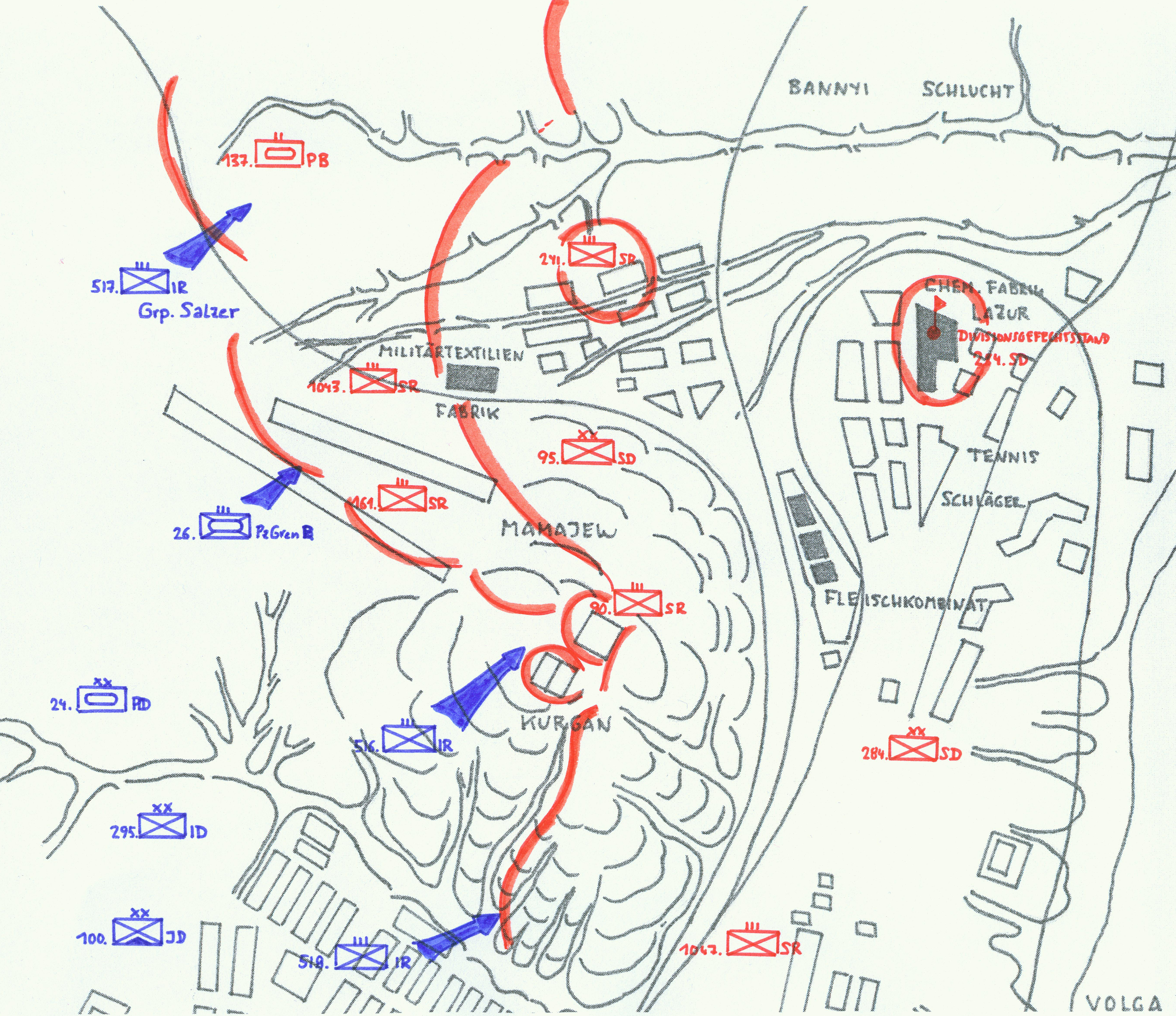
Північний бойовий розподіл 295-ї піхотної дивізії на Мамаєвіому кургані

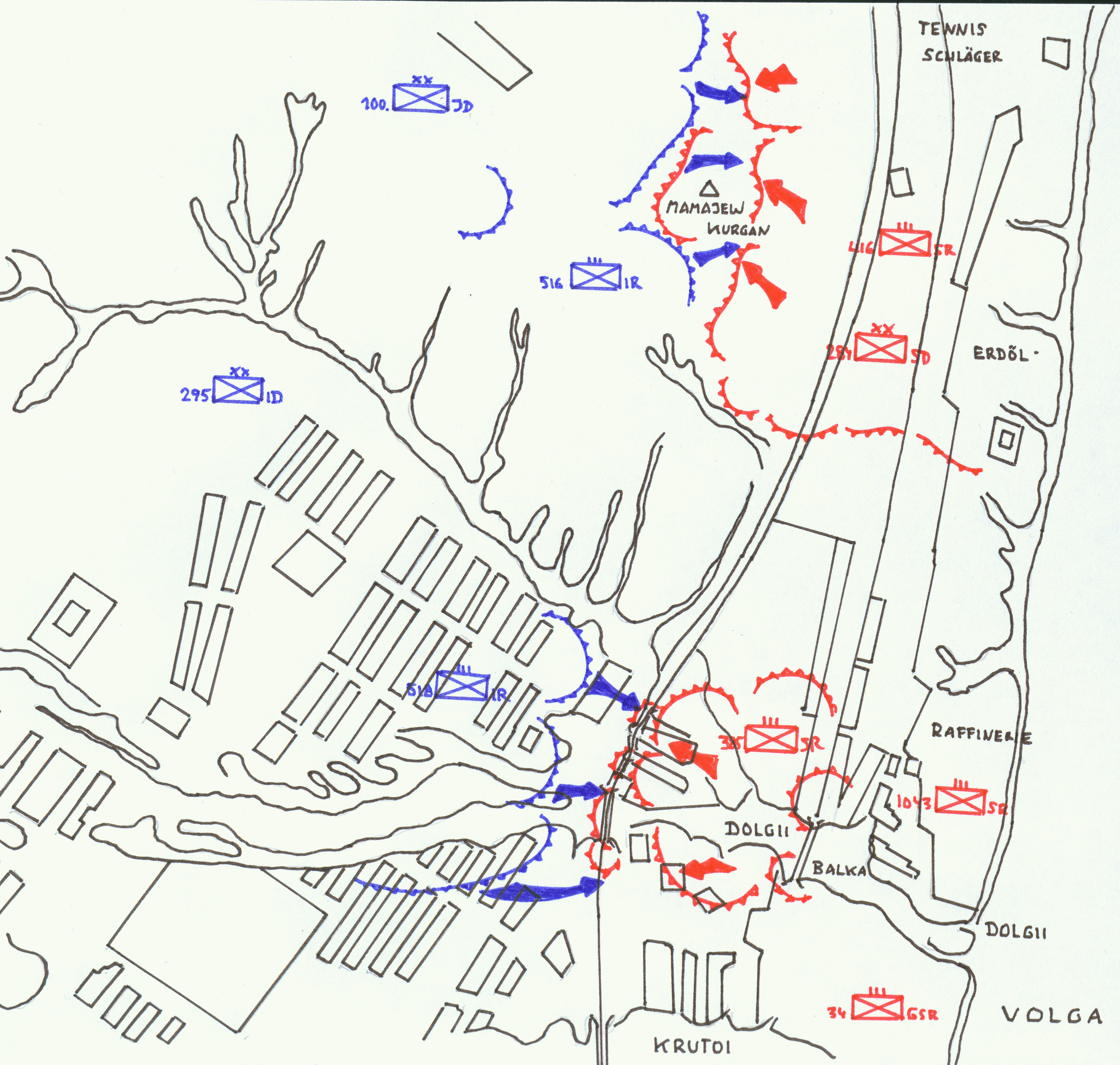
Південний бойовий розподі 295-ї піхотної дивізії між Крутою та Довгою Балками

15 вересня дивізія зайняла висоту Мамаїв курган і відбила атаки 10-ї дивізії НКВД.
16 вересня 1942 року 516-та та 517-та піхотні полки вели бої на лівому фланзі дивізії проти зведеного загону ЧА за робітниче селище заводу «Червоний Жовтень», а 518 піхотна рота — з частинами 39-го Гвардійського полку і 112-ї Стрілецької дивізії за контроль над Мамаєвим курганом. Вранці пагорб штурмували чотири радянські піхотні батальйони, атаки були відбиті.
20 вересня танкові 24-та танкова дивізія була відправлена на підкріплення 295-й дивізії в район Мамаєвого кургану.
26 вересня в дивізії залишалося два батальйони чисельністю 400—500 осіб, 4 батальйони налічували 300—400 бійців та 1 батальйон з менш як 300 бійцями. Дивізія була повністю виснажена. За час Сталінградської битви 14 по 26 вересня німецькі війська втратили 1000 солдатів 71-ї і 295-ї дивізій загиблими, 3000 пораненими та 100 зниклими безвісти.

## Структура
- 516-й піхотний полк (з 15 жовтня 1942 року — 516-й гренадерський полк)
  - I—III батальйони.
- 517-й піхотний полк (з 15 жовтня 1942 року — 517-й гренадерський полк)
  - I—III батальйони.
- 518-й піхотний полк (з 15 жовтня 1942 року — 518-й гренадерський полк)
  - I—III батальйони.
- Артилерійський полк
- Протитанкова група
- Розвідувальний батальйон

## Командування
| Дата початку       | ранг                              | ім'я             |
| ------------------ | --------------------------------- | ---------------- |
| Лютий 1940 року    | Генерал-майор / генерал-лейтенант | Герберт Гайтнер  |
| Грудень 1941 року  | Полковник / генерал-майор         | Карл Гюмбель     |
| Травень 1942 року  | Генерал-майор                     | Рольф Вутманн    |
| Листопад 1942 року | Полковник / генерал-майор         | Отто Корфес      |
| Квітень 1943 року  | Генерал-майор / генерал-лейтенант | Рудольф Дінтер   |
| 1944               | генерал-лейтенант                 | Карл-Людвіг Райн |
| Січень 1945 року   | генерал-лейтенант                 | Зігфрід Махольц  |